# Тензор деформации
Те́нзор деформа́ции — тензор, который характеризует сжатие (растяжение) и изменение формы в каждой точке тела при деформации.
Тензор деформации Коши-Грина в классической сплошной среде (частицы которой являются материальными точками и обладают лишь тремя трансляционными степенями свободы) определяется как
{\displaystyle \varepsilon _{ij}={\frac {1}{2}}\left({\frac {\partial u_{i}}{\partial x_{j}}}+{\frac {\partial u_{j}}{\partial x_{i}}}+\sum \limits _{l}{\frac {\partial u_{l}}{\partial x_{i}}}{\frac {\partial u_{l}}{\partial x_{j}}}\right)},
где {\displaystyle \mathbf {u} } — вектор, описывающий смещение точки тела: его координаты — разность между координатами близких точек после ({\displaystyle dx_{i}^{\prime }}) и до ({\displaystyle dx_{i}}) деформации. Дифференцирование производится по координатам в отсчётной конфигурации (до деформирования). Расстояния до и после деформации связаны через {\displaystyle \varepsilon _{ij}}:
{\displaystyle dl^{\prime 2}=dl^{2}+2\varepsilon _{ij}\,dx_{i}\,dx_{j}}
(по повторяющимся индексам ведётся суммирование).
По определению тензор деформации симметричен, то есть {\displaystyle \varepsilon _{ij}=\varepsilon _{ji}}.
В некоторых источниках этот тензор деформации называют тензором деформации Грина-Лагранжа, а правую меру деформации Коши-Грина (удвоенный обсуждаемый тензор деформации плюс единичный тензор) — правым тензором деформации Коши-Грина.
Нелинейный тензор деформации Коши-Грина обладает свойством материальной объективности. Это означает, что если кусок деформируемого тела совершает жесткое движение, тензор деформации поворачивается вместе с элементарным объёмом материала. Удобно использовать такие тензоры при записи определяющих уравнений материала, тогда принцип материальной объективности выполняется автоматически, то есть если наблюдатель двигается относительно деформируемой среды, поведение материала не меняется (тензор напряжений поворачивается в системе отсчёта наблюдателя вместе с элементарным объёмом материала).
Существуют также другие объективные тензоры деформации, например, тензор деформации Альманси, тензоры деформации Пиола, Фингера и т. д. В некоторые из них входят производные от перемещений по координатам в отсчётной конфигурации (до деформирования), а в некоторые — по координатам в актуальной конфигурации (после деформирования).
То, что в классической сплошной среде энергия деформации зависит лишь от симметричного тензора деформации, следует из закона баланса моментов. Любая взаимно-однозначная функция объективного тензора деформации будет также объективным тензором деформации. Например (в силу симметричности и положительной определенности тензора деформации) можно использовать квадратный корень из тензора деформации Коши-Грина. Однако, задавая определяющие уравнения при помощи этих тензоров, важно следить за предположениями о характере зависимости свободной энергии (или напряжений) от тензоров деформации. Ясно, что предположения о, скажем, дифференцируемости свободной энергии по тензору деформации Коши-Грина, по корню из него или по его квадрату приведут к уравнениям совершенно разных материалов. Линейная по {\displaystyle \mathbf {u} } теория общего вида при малых {\displaystyle \mathbf {u} } получится лишь в первом случае.
При малых {\displaystyle \mathbf {u} } можно пренебречь квадратичными слагаемыми, и пользоваться тензором деформации в виде:
{\displaystyle \varepsilon _{ij}={\frac {1}{2}}\left({\frac {\partial u_{i}}{\partial x_{j}}}+{\frac {\partial u_{j}}{\partial x_{i}}}\right)}
Линейный тензор деформации Коши-Грина (совпадает с линейным тензором деформации Альманси с точностью до знака) не обладает свойством материальной объективности при больших поворотах, поэтому его не используют в определяющих уравнениях для больших деформаций. В приближении малых поворотов это свойство сохраняется.
Диагональные элементы {\displaystyle \varepsilon _{ij}} описывают линейные деформации растяжения либо сжатия, недиагональные — деформацию сдвига.

## В сферической системе координат
{\displaystyle \varepsilon _{rr}={\frac {\partial u_{r}}{\partial r}}}
{\displaystyle \varepsilon _{\theta \theta }={\frac {1}{r}}{\frac {\partial u_{\theta }}{\partial \theta }}+{\frac {u_{r}}{r}}}
{\displaystyle \varepsilon _{\varphi \varphi }={\frac {1}{r\sin \theta }}{\frac {\partial u_{\varphi }}{\partial \varphi }}+{\frac {u_{\theta }}{r}}{\text{ctg }}\theta +{\frac {u_{r}}{r}}}
{\displaystyle 2\varepsilon _{\theta \phi }={\frac {1}{r}}\left({\frac {\partial u_{\varphi }}{\partial \theta }}-u_{\varphi }{\text{ctg }}\theta \right)+{\frac {1}{r\sin \theta }}{\frac {\partial u_{\theta }}{\partial \varphi }}}
{\displaystyle 2\varepsilon _{r\theta }={\frac {\partial u_{\theta }}{\partial r}}-{\frac {u_{\theta }}{r}}+{\frac {1}{r}}{\frac {\partial u_{r}}{\partial \theta }}}
{\displaystyle 2\varepsilon _{\varphi r}={\frac {1}{r\sin \theta }}{\frac {\partial u_{r}}{\partial \varphi }}+{\frac {\partial u_{\varphi }}{\partial r}}-{\frac {u_{\varphi }}{r}}}.

## В цилиндрической системе координат
{\displaystyle \varepsilon _{rr}={\frac {\partial u_{r}}{\partial r}}}
{\displaystyle \varepsilon _{\varphi \varphi }={\frac {1}{r}}{\frac {\partial u_{\varphi }}{\partial \varphi }}+{\frac {u_{r}}{r}}}
{\displaystyle \varepsilon _{zz}={\frac {\partial u_{z}}{\partial z}}}
{\displaystyle 2\varepsilon _{\varphi z}={\frac {1}{r}}{\frac {\partial u_{z}}{\partial \varphi }}+{\frac {\partial u_{\varphi }}{\partial z}}}
{\displaystyle 2\varepsilon _{rz}={\frac {\partial u_{r}}{\partial z}}+{\frac {\partial u_{z}}{\partial r}}}
{\displaystyle 2\varepsilon _{r\varphi }={\frac {\partial u_{\varphi }}{\partial r}}-{\frac {u_{\varphi }}{r}}+{\frac {1}{r}}{\frac {\partial u_{r}}{\partial \varphi }}}